# Usmon Xudoyqulov
Usmon Chinozovich Xudoyqulov (dans sa forme cyrillique ouzbek : Усмон Чинозович Худойқулов, né en 1954 dans la province de Kachkadaria dans la RSS d’Ouzbékistan en Union Soviétique) est un homme politique ouzbek.

## Biographie
Xudoyqulov est considéré comme le procureur général le plus énigmatique de l'Ouzbékistan et peu est connu sur sa carrière avant d'accéder au poste,. Il est conseiller au président pour une durée inconnue avant d'atteindre le poste de procureur général adjoint à partir d'au moins 1995. Remplaçant de Boʻritosh Mustafoyev, qui est respecté dans le département, Xudoyqulov se montre plus anonyme n'ayant que peu ou pas de photographie ou biographie de lui rapportées à l'époque.
Cependant, ses effets se font plus sentir à l'intérieur du gouvernement. Sous la gouvernance de Xudoyqulov, de larges purges de la vieille garde ont lieu, entre autres chez les procureurs qui sont remplacés par des candidats de la jeunesse. Même si des rumeurs qu'il ait accepté des pots-de-vin en échange d'emplois sont faites, il n'a jamais été accusé au criminel. Sa carrière au poste prend fin en février 2000 et serait en lien avec la réponse aux attentats de Tachkent l'année précédente,.
Xudoyqulov retourne alors dans l'anonymat. En date de 2017, il est directeur adjoint du département légal de Oʻzbekiston Temir Yoʻllari, la compagnie ferroviaire nationale du pays.